# Santísima Trinidad (1750)
El Santísima Trinidad fue un galeón español destinado al tráfico de mercancías entre las Filipinas y México. Fue la más grande de las naves conocidas como galeones de Manila.[cita requerida] Denominado oficialmente Santísima Trinidad y Nuestra Señora del Buen Fin, se lo conocía familiarmente como El Poderoso. Si se le aplica el Sistema de clasificación de la Marina Real británica, se le puede describir como un navío de línea de 2.ª clase respecto al tonelaje, y de 4.ª clase en lo que toca al armamento.

## Historial
Con 51,5 m de eslora, 15,2 m de manga y 10,1 m de puntal, desplazaba cerca de 2000 toneladas y estuvo equipado con hasta 54 cañones. Fue construido en astillero de Bagatao, Provincia de Sorsogón en 1750. Su gran volumen, algunos defectos de construcción, y reformas efectuadas en 1757 para reducir su desplazamiento, lo convirtieron en una nave poco marinera. En 1754 murió a bordo el renunciado gobernador de Filipinas Francisco José de Ovando, navegando rumbo a Acapulco.
En agosto de 1762 partió de Cavite hacia Acapulco, pero debido a vientos contrarios y a un tifón que se produjo en la noche del 2 de octubre que abatió sus palos mayor y mesana, su capitán decidió regresar a las Filipinas. Esto, sin conocer que España e Inglaterra se hallaban en guerra y Manila había caído en manos británicas. En su viaje de regreso, fue interceptado por el navío HMS Panther, de 60 cañones, bajo el mando del capitán Hyde Parker, y la fragata HMS Argo, de 28 cañones, mandada por Richard King. Aunque los cañonazos de la Panther no fueron suficientes para penetrar el grueso casco de madera, la desalentada tripulación del Santísima Trinidad decidió rendirse a pesar de haber sufrido pocas bajas en comparación con los ingleses. La nave capturada fue conducida a Portsmouth, donde su venta produjo 30 000 libras a los capitanes captores, una verdadera fortuna para aquellos tiempos. Nada se sabe del destino final del Poderoso, aunque probablemente fuera desguazado.